# 奧地利的瑪麗亞·艾瑪莉亞 (1780-1798)
瑪麗亞·艾瑪莉亞（德語：Maria Amalia，1780年10月15日—1798年12月25日），神聖羅馬皇帝利奧波德二世的第四女。
1798年，瑪麗亞·艾瑪莉亞於維也納去世，年僅18歲。死後葬在維也納皇家墓穴。